# لوین
شهر لوین (به آلمانی: Leun) در ایالت هسن در کشور آلمان واقع شده‌است.